# Axel Mariault
Axel Mariault (Liffré, 7 giugno 1998) è un ciclista su strada francese che corre per il team CIC-U-Nantes.

## Piazzamenti

### Classiche monumento
- Liegi-Bastogne-Liegi

2024: 116º
- Giro di Lombardia

2023: fuori tempo massimo